# Külitse
Külitse (Duits: Küllitz) is een plaats in de Estlandse gemeente Kambja, provincie Tartumaa. De plaats heeft de status van groter dorp of ‘vlek’ (Estisch: alevik) en telt 747 inwoners (2021).
De plaats lag tot in oktober 2017 in de gemeente Ülenurme. In die maand ging deze gemeente op in de gemeente Kambja.
Tussen Külitse en Laane ligt het station Ropka aan de spoorlijn Tartu - Valga. Ten noorden van Külitse ligt het meer Ropka järv met een oppervlakte van 8,6 ha. Door het Ropka järv stroomt de rivier Ilmatsalu.

## Geschiedenis
Külitse werd voor het eerst genoemd in 1582 onder de Poolse naam Kilicz. De plaats behoorde tot het landgoed van Ropkoy (nu onder de naam Ropka een wijk in Tartu).
In 1987 werd het buurdorp Haage bij Külitse gevoegd. In 2013 kreeg de plaats de status van vlek (alevik).